# Vlag van Loire

Vlag van Loire

De vlag van Loire is de niet-officiële vlag van het Franse departement Loire. Net als de meeste andere departementen van Frankrijk heeft Loire geen officiële vlag, maar wordt de hier rechts afgebeelde vlag op niet-officiële wijze gebruikt. De vlag is afgeleid van het wapen van dit departement.
De vlag toont een rode achtergrond met een gele dolfijn in het midden.
Deze vlag is ook die van de voormalige provincie Forez, waartoe het departement historisch behoorde.
Naast deze vlag is er een logovlag in gebruik.

Logovlag